# Радивоје Динуловић
Радивоје Динуловић (рођ. Рудолф Бенедикт) (Београд, 1. август 1880 – Врњци, 3. август 1941) био је глумац, позоришни редитељ, управник и оснивач више позоришта у Југославији и Србији.

## Биографија
Рудолф Бенедикт рођен је 1. августа 1880. године, у Београду, у јеврејској породици. Као младића, његов отац, богати трговац, послао га је на школовање у Беч, затим у Швајцарску. Али Рудолф је волео глуму. Враћа се у земљу и отац га се одриче због одустајања од трговачке каријере и школовања. Рудолфа усвајају Светислав  (путујући глумац и комичар) и Мирјана Динуловић, који му дају име Радивоје Динуловић. Завршио је пет разреда гимназије.
Први пут ступио је на сцену, као глумац, 1895. године у путујућој дружини Ђуре Протића у Ваљеву, и у њој се задржао до 1897. године.
Од 1897. до 1900. године био је, прво, помоћни сценариста Михаилу Рисантијевићу, а затим самостални сценариста у Народном позоришту у Београду. 
Од 1900. до 1912. године радио је у Хрватском народном позоришту у Осијеку, изузев 1906. и 1907. године, кад је био у путујућој трупи Петра Ћирића. 
Од 1913. до 1914. године био је ангажован у Дубровачком позоришту. 
Један део окупације у току Првог светског рата провео је у заробљеничком логору у Нежидеру, где се бавио и позориштем. Након две године, Аустријанци га пуштају из логора јер је његова жена била држављанка Аустроугарске. Члан Хрватског народног позоришта у Вараждину постао је 1916. године. 
Основао је, 1917. године, заједно са глумцем Николом Хајдушковићем, путујуће позориште. Од 1917. до 1919. године су путовали и давали представе по Босни, Сарајеву, Црној Гори, Далмацији и Војводини. Од 1920. до 1922. године био редитељ, административни секретар и технички шеф Народног позоришта у Сарајеву. 
Од 1923. до 1925. године био је, један од оснивача, управник и редитељ Народног позоришта у Суботици, од 1925. до 1927. године редитељ и артистички управник Градског позоришта у Битољу, 1928. године редитељ у Народном позоришту у Лесковцу. Од 1928. до 1929. године, поново, редитељ Градског позоришта у Битољу, под управом Роберта-Матека Матијевића и онда је значајно допринео спајању тог позоришта са Градским позориштем у Нишу, при чему је образовано Позориште Моравске бановине. У њему је био главни редитељ и убрзо, после смењивања Роберта Матијевића, и његов по реду други управник до почетка 1932. године.
У Позоришту Моравске бановине радио је као редитељ до 1935. године, када је пензионисан, али је исте године реактивиран и постављен за редитеља Градског народног позоришта у Крагујевцу, које је 1936. године постало НПДб. 
Четрдесетогодишњицу свога уметничког рада прославио је 12. фебруара 1935. године, у Нишу. Одликован је Орденом Светог Саве V степена. Када су нацисти окупирали Србију, склонио се у Врњачку Бању. Тешко је подносио терет неизвесности, јер није знао шта му је са кћерком и сином. Не желећи да га гестаповци открију, одлучио је да сам себи прекрати живот и обеси се.
Супруга Слава рођ. Марковић и ћерка Мила, удата Величковић, биле су глумице, а син Предраг, наставља очеву традицију глуме и режије.

### Режије
Радивоје Дануловић режирао је дела:
1. Слепа богиња
2. Товаришч
3. Нечиста крв
4. Капинера
5. Ана Карењина
6. Пољубац пред огледалом
7. Господски дом
8. Продавница ваздуха
9. Пут око света
10. Зона Замфирова
11. Госпођа министарка.
12. Избирачица
13. Обичан човек
14. Покондирена тиква
15. Жена враг